# طراحی عدسی‌های نوری
طراحی عدسی‌های نوری، فرایندی از طراحی یک عدسی به منظور پاسخ‌دهی به مجموعه‌ای از نیازها و محدودیت‌ها است. این نیازها و محدودیت‌ها شامل هزینه و ساخت می‌باشد. پارامترهای مورد استفاده شامل: انواع پروفایل سطح‌ها (کروی، انحنادار، تمام‌نگاری، پراش، و غیره) و هم‌چنین شعاع انحنا، فاصله تا سطح بعدی، نوع مواد، شیب یا زاویه دلخواه و مرکززدائی می‌باشد. این فرایند از نظر محاسباتی فشرده‌است، با استفاده از دنبال کردن مسیر پرتو یا سایر تکنیک‌ها برای مدل‌سازی، چگونگی تأثیرگذاری عدسی بر نوری که از آن عبور می‌کند.

## توجهات طراحی
توجهات لازم در عملکرد می‌تواند شامل موارد زیر باشد:
1. عملکرد نوری (کیفیت تصویر): عملکرد نوری، با اندازه‌گیری‌های مختلف، از جمله انرژی به دام افتاده، عملکرد انتقال مدولاسیون، بررسی کیفیت تصویر با فاکتور نسبت استرل ، کنترل بازتاب شبح و عملکرد مردمک (اندازه، مکان و کنترل انحراف) اندازه‌گیری می‌شود. انتخاب اندازه‌گیری با کیفیت تصویر یک کاربرد خاص می‌باشد.[۱][۲]
2. نمونه‌هایی از نیازهای فیزیکی می‌تواند وزن، حجم استاتیک، حجم پویا، مرکز ثقل و نیازهای کلی برای پیکربندی باشد.
3. شرایط محیطی: دامنه دما، فشار، لرزش و محافظ الکترومغناطیسی.

محدودیت‌های طراحی می‌تواند شامل ضخامت واقعی مرکز عدسی و ضخامت لبهٔ آن، حداقل و حداکثر فاصله هوا بین عدسی‌ها، حداکثر محدودیت در زاویه‌های ورودی و خروجی، شاخص شیشه‌ای فیزیکی قابل تحمل از خواص ضریب شکست و پراکندگی باشد.
هزینه‌های ساخت و برنامه‌های تحویل نیز بخش عمده‌ای از طراحی نوری هستند. قیمت یک صفحهٔ شیشه‌ای نوری از ابعاد مشخص شده بسته به اندازه، نوع شیشه، کیفیت شاخص همگن، در دسترس بودن و هم‌چنین بسته به تفاوت در اندازه، می‌تواند متغیر باشد، به عنوان مثال، ماده‌ای به نام BK7 معمولاً ارزان‌ترین است. هزینه برای قطعات نوری بزرگتر و یا ضخیم‌تر از یک ماده داده شده، بالاتر از ۱۰۰–۱۵۰ میلی‌متر، معمولاً به دلیل افزایش زمان تهیه مورد نیاز برای دستیابی به شاخص همگن قابل قبول و میزان تجدید تنش درونی در کل حجم خالی، سریعتر از حجم بدنی افزایش می‌یابد. در دسترس بودن فرم‌های شیشه‌ای به این دلیل متداول است که یک نوع خاص شیشه توسط یک تولیدکننده خاص ساخته می‌شود و می‌تواند به‌طور جدی بر هزینه و برنامه تولید تأثیرگذار باشد.

## فرایندها
ابتدا می‌توان عدسی‌ها را با استفاده از نظریه پیرامحوری برای قرار دادن تصاویر و مردمک ورودی طراحی کرد، سپس سطوح واقعی درج و بهینه‌سازی شوند. نظریه پیرامحوری را می‌توان در موارد ساده‌تر پیدا کرد و عدسی‌ها را مستقیماً با استفاده از سطوح واقعی بهینه نمود. ابتدا عدسی‌ها با استفاده از شاخص‌های ضریب شکست و پراکندگی متوسط (تعداد عدد Abbe) که در کاتالوگ تولیدکننده شیشه و هرچند محاسبات مدل شیشه‌ای منتشر شده، طراحی شده‌اند. با این حال، خواص صفحات شیشه‌ای واقعی متفاوت از این ایده‌آل خواهد بود. شاخص مقادیر شکست می‌تواند به اندازه ۰٫۰۰۰۳ یا بیشتر از مقادیر فروشگاه متفاوت باشد این مورد در شاخص پراکندگی نیز می‌تواند کمی متفاوت باشد. این تغییرات در نمایه و پراکندگی گاهی اوقات می‌تواند برای تأثیرگذاری بر موقعیت فاصله کانونی عدسی و عملکرد تصویربرداری در سیستم‌های بسیار تصحیح شده کافی باشد.
دنبال کردن فرایند تولید عدسی:
1. ترکیبات شیشه‌ای برای نوع شیشه‌ای مورد نظر در حالت پودری مخلوط می‌شوند،
2. مخلوط پودر در کوره ذوب می‌شود،
3. برای به حداکثر رساندن مایع همگن، مایع بیشتر مخلوط می‌شود.
4. شکاف‌های درون عدسی خالی می‌شود و
5. مطابق با برنامه زمانی دمای تجربی تعیین شده.

سرچشمه یا «داده ذوب» را می‌توان با تهیه منشورهایی کوچک با دقت بالا از مکان‌های مختلف موجود در بسته و اندازه‌گیری شاخص و یا ضریب شکست آنها بر روی طیف‌سنج، به‌طور معمول در پنج برابر طول موج و یا بیشتر، برای یک دسته شیشه‌ای مشخص تعیین کرد. برنامه‌های طراحی عدسی دارای روال‌های مناسب برازش منحنی هستند که می‌توانند داده‌های مذاب را در یک منحنی پراکندگی انتخاب شده قرار دهند، که از آن می‌توان شاخص شکست در هر طول موج در محدوده طول موج متناسب را محاسبه کرد. بهینه‌سازی مجدد یا «مذاب مجدد» می‌تواند در طراحی عدسی با استفاده از شاخص اندازه‌گیری داده‌های انکسار که در دسترس است انجام شود. در هنگام تولید، عملکرد عدسی حاصل از آن با نیازهای مورد نظر تطبیق داده می‌شودُ البته اگر مقادیر میانگین کاتالوگ شیشه‌ای برای ضریب شکست فرض شود.
برنامه‌های تحویل تحت تأثیر شیشه و آینه خالی قرار گرفته و گذراندن زمان برای به دست آوردن آن، میزان ابزارآلات یک فروشگاه قبل از شروع یک پروژه، تحمل ساخت بر روی قطعات (تحمل‌های محکم‌تر به معنای بارهای طولانی‌تر فاب) است، پیچیدگی تمامی پوشش‌های نوری که باید روی قسمت‌های نهایی اعمال شود، پیچیدگی‌های بیشتر در نصب یا پیوند عناصر عدسی به سلول‌ها و در کل سیستم عدسی، و هرگونه تراز بعد از مونتاژ و تست کنترل کیفیت و ابزار مورد نیاز است. هزینه‌های ابزارسازی و برنامه‌های تحویل را می‌توان با استفاده از ابزارهای موجود در هر فروشگاه خاص در هر کجا که امکان‌پذیر باشد، و با حداکثر تحمل ساخت تا حد ممکن کاهش داد.

## بهینه‌سازی عدسی
یک عدسی ساده در هوا نه متغیر دارد که شامل: (چهار شعاع انحنا، دو ضخامت، یک ضخامت هوای موجود و دو نوع شیشه) می‌باشد. یک عدسی چند پیکربندی اصلاح شده بر روی باند طیف وسیع و میدان دید بیش از طیف وسیعی از فاصله کانونی و بیش از یک محدوده دمای واقع‌گرایانه می‌تواند دارای یک حجم طراحی پیچیده با بیش از صد بعد باشد.
تکنیک‌های بهینه‌سازی عدسی که می‌تواند از این فضای چند بعدی پیمایش کند و به سمت کمینه‌های محلی حرکت کند، از دهه ۱۹۴۰ مورد مطالعه قرار گرفته است که با کار اولیه توسط جیمز جی بیکر، و بعداً توسط فدر، وین، گلازل، گلاتزل و دیگران آغاز شده است. قبل از توسعه رایانه‌های دیجیتال، بهینه‌سازی عدسی‌ها یک کار محاسبه دستی با استفاده از جداول مثلثاتی و لگاریتمی برای ترسیم برش‌های دو بعدی از طریق فضای چند بعدی بود. ردیابی پرتوهای رایانه‌ای باعث می‌شود عملکرد عدسی به سرعت مدل‌سازی شود، به گونه‌ای که می‌توان فضای طراحی را به سرعت جستجو کرد. این امکان، اجازه می‌دهد تا مفاهیم طراحی به سرعت اصلاح شوند. در اکثر موارد طراح ابتدا باید یک طراحی مناسب برای سیستم نوری انتخاب کند و سپس از مدل‌سازی عددی برای اصلاح آن استفاده می‌کند. طراح اطمینان می‌دهد که طراحی‌های بهینه شده توسط کامپیوتر تمام الزامات را برآورده می‌کند، و تنظیمات را انجام می‌دهد یا در صورت عدم انجام این روند، مجدداً راه اندازی می‌شود.